# Sangue arterial
Sangue arterial é o sangue rico em oxigênio. O sangue arterial circula pelas veias pulmonares e pelas artérias sistêmicas. O termo sangue arterial não significa sangue que circula nas artérias, mas sim sangue rico em oxigênio. O sangue que circula nas artérias pulmonares é denominado venosos, pobre em oxigênio e rico em dióxido de carbono.
A maior quantidade de oxigênio muda as características físicas deste tipo, passando o mesmo de uma tonalidade arroxeada para vermelho vivo, modificando levemente o pH.[carece de fontes?]
O sangue arterial segue a parte venosa da pequena circulação até atingir, no coração, o átrio esquerdo, o ventrículo esquerdo, as artérias, arteríolas e capilares sistêmicos. Nestes últimos, o oxigênio do sangue arterial, por difusão, passa às células do organismo. Somente os capilares fazem essa troca com as células, as artérias e arteríolas são muito espessas para tal difusão.
O oxigênio é utilizado pelas células para tornar mais eficiente o processo de obtenção da energia química acumulada nas moléculas. Durante a Hematose, onde o O2 é transformado em CO2, o sangue arterial é transformado em sangue venoso

## Composição do sangue e o que é transportado
além de oxigênio que é transportado pelos eritrócitos,aderidos a hemoglobinas (proteínas) , também há a presença de nutrientes como aminoácidos, monossacarídeos, lipoproteínas, sais minerais, etc. também encontra-se leucócitos, hormônios e excretas metabólicas.